# Gârcina
Gârcina is een Roemeense gemeente in het district Neamț.
Gârcina telt 4712 inwoners.